# River Brun
Der River Brun ist ein Wasserlauf in Lancashire, England. Er entsteht aus dem Zusammenfluss von Rock Water und Hurstwood Brook südöstlich von Burnley. Er fließt in nördlicher Richtung zunächst durch den Rowley Lake, bevor er sich in westlicher Richtung wendet und durch Burnley fließt, wo er den Leeds and Liverpool Canal unterquert. Er mündet an der Abzweigung der B6434 road von der A679 road in Burnley in den River Calder.